# Криштопівська сільська рада (Волочиський район)
Криштопівська сільська́ ра́да — адміністративно-територіальна одиниця та орган місцевого самоврядування в Волочиському районі Хмельницької області. Адміністративний центр — село Криштопівка.

## Загальні відомості
Криштопівська сільська рада утворена в 1992 році.
- Територія ради: 12,498 км²
- Населення ради: 439 осіб (станом на 2001 рік)

## Населені пункти
Сільській раді були підпорядковані населені пункти:
- с. Криштопівка

## Склад ради
Рада складалася з 12 депутатів та голови.
- Голова ради: Смарунь Сергій Аскольдович
- Секретар ради: Щербакова Галина Степанівна

### Керівний склад попередніх скликань
| Прізвище, ім'я, по батькові | Основні відомості                                                               | Дата обрання | Дата звільнення |
| --------------------------- | ------------------------------------------------------------------------------- | ------------ | --------------- |
| Богач Станіслава Григорівна | Сільський голова, 1955 року народження, член Народної партії                    | 26.03.2006   | 31.10.2010      |
| Смарунь Сергій Аскольдович  | Сільський голова, 1964 року народження, освіта середня спеціальна, безпартійний | 31.10.2010   |                 |

Примітка: таблиця складена за даними сайту Верховної Ради України

### Депутати
За результатами місцевих виборів 2010 року депутатами ради стали:

#### За суб'єктами висування
| Суб'єкт висування | Кількість обраних депутатів | %   |
| ----------------- | --------------------------- | --- |
| Самовисування     | 12                          | 100 |

#### За округами
| № округу | Прізвище, ім'я, по батькові     | Дата визнання обраним | Освіта             | Партійна приналежність             | Відомості про обраного депутата                  |
| -------- | ------------------------------- | --------------------- | ------------------ | ---------------------------------- | ------------------------------------------------ |
| 1        | Гаврилюк Петро Петрович         | 04.11.2010            | середня спеціальна | позапартійний                      | Хмельницький домобудівний комбінат, різноробочий |
| 2        | Копаничук Борис Володимирович   | 04.11.2010            | середня спеціальна | позапартійний                      | церковна парафія, священик                       |
| 3        | Бохонько Михайло Григорович     | 04.11.2010            | середня спеціальна | позапартійний                      | пенсіонер                                        |
| 4        | Квасневський Сергій Миколайович | 04.11.2010            | середня спеціальна | позапартійний                      | підприємець                                      |
| 5        | Фурман Наталія Олексіївна       | 04.11.2010            | середня спеціальна | позапартійна                       | КП «Війтовецьке», продавець                      |
| 6        | Щербакова Галина Степанівна     | 04.11.2010            | середня спеціальна | позапартійна                       | Криштопівська сільська рада, секретар            |
| 7        | Койда Людмила Григорівна        | 04.11.2010            | середня спеціальна | позапартійна                       | Хмельницьке відділення Укрзв'язку, листоноша     |
| 8        | Вознюк Михайло Михайлович       | 04.11.2010            | середня            | позапартійний                      | тимчасово не працює                              |
| 9        | Плюник Леонід Касянович         | 04.11.2010            | середня спеціальна | член Народної партії               | пенсіонер                                        |
| 10       | Каланчук Ніна Кузьмівна         | 04.11.2010            | середня спеціальна | позапартійна                       | Криштопівська сільська рада, бухгалтер           |
| 11       | Васильєв Василь Васильович      | 04.11.2010            | середня спеціальна | член Соціалістичної партії України | пенсіонер                                        |
| 12       | Будько Феодосій Петрович        | 04.11.2010            | середня            | позапартійний                      | пенсіонер                                        |